# Élections régionales de 2009 en Saxe
Les élections régionales de 2009 en Saxe (en allemand : Landtagswahl in Sachsen 2009) se tiennent le 30 août 2009, afin d'élire les 120 députés de la 5e législature du Landtag, pour un mandat de cinq ans. Du fait de la loi électorale, 132 députés sont élus.
Le scrutin est marqué par une nouvelle victoire de la CDU, qui stagne et ne récupère pas sa majorité absolue. Le ministre-président Stanislaw Tillich assure son maintien au pouvoir en formant une « coalition noire-jaune ».

## Contexte
Aux élections régionales du 19 septembre 2004, l'Union chrétienne-démocrate d'Allemagne (CDU) — au pouvoir depuis 1990 et emmenée par le ministre-président Georg Milbradt — perd sa majorité absolue. Avec 41 % des voix, elle subit une lourde chute de 15 points et abandonne 21 députés.
Le Parti du socialisme démocratique (PDS), première force d'opposition depuis 1999, et le Parti social-démocrate d'Allemagne (SPD), historiquement faible en Saxe, restent globalement stables. La déroute de la CDU profite donc au Parti national-démocrate d'Allemagne (NPD), formation d'extrême droite qui recueille 9 % des suffrages, et au Parti libéral-démocrate (FDP), qui fait son retour au Landtag après dix ans d'absence. Il en va de même pour l'Alliance 90 / Les Verts, qui franchit de peu le seuil des 5 %. L'assemblée parlementaire réunit désormais six forces politiques, alors que seulement trois y siégeaient pendant les deux législatures précédentes.
Dans l'incapacité de former une « coalition noire-jaune » avec le FDP, Milbradt constitue une grande coalition avec le SPD, celle-ci était nettement déséquilibrée au profit de l'Union chrétienne-démocrate.
Le 14 avril 2008, Georg Milbradt, soumis à de fortes pressions en raison de la faillite puis la vente de la banque publique Sachsen LB dont il avait la responsabilité lorsqu'il était ministre des Finances, annonce son intention de démissionner. Il est remplacé six semaines plus tard par son ministre des Finances, Stanislaw Tillich.

## Mode de scrutin
Le Landtag est constitué de 120 députés (en allemand : Mitglied des Landtags, MdL), élus pour une législature de cinq ans au suffrage universel direct et suivant le scrutin proportionnel d'Hondt.
Chaque électeur dispose de deux voix : la première (Wahlkreisstimme) lui permet de voter pour un candidat de sa circonscription selon les modalités du scrutin uninominal majoritaire à un tour, le Land comptant un total de 60 circonscriptions ; la seconde voix (Landesstimme) lui permet de voter en faveur d'une liste de candidats présentée par un parti au niveau du Land.
Lors du dépouillement, l'intégralité des 120 sièges est répartie proportionnellement aux secondes voix entre les partis ayant remporté au moins 5 % des suffrages exprimés au niveau du Land ou deux circonscriptions. Si un parti a remporté des mandats au scrutin uninominal, ses sièges sont d'abord pourvus par ceux-ci.
Dans le cas où un parti obtient plus de mandats au scrutin uninominal que la proportionnelle ne lui en attribue, il conserve ces mandats supplémentaires et la taille du Landtag est augmentée par des mandats complémentaires distribués aux autres partis pour rétablir une composition proportionnelle aux secondes voix.

## Campagne

### Principaux partis
| Parti | Parti                                                                              | Chef de file                           | Résultat en 2004           |
| ----- | ---------------------------------------------------------------------------------- | -------------------------------------- | -------------------------- |
|       | Union chrétienne-démocrate d'Allemagne Christlich Demokratische Union Deutschlands | Stanislaw Tillich (Ministre-président) | 41,1 % des voix 55 députés |
|       | Die Linke                                                                          | André Hahn                             | 23,6 % des voix 27 députés |
|       | Parti social-démocrate d'Allemagne Sozialdemokratische Partei Deutschlands         | Thomas Jurk (Ministre de l'Économie)   | 9,8 % des voix 13 députés  |
|       | Parti national-démocrate d'Allemagne Nationaldemokratische Partei Deutschlands     | Holger Apfel                           | 9,2 % des voix 12 députés  |
|       | Parti libéral-démocrate Freie Demokratische Partei                                 | Holger Zastrow                         | 5,9 % des voix 7 députés   |
|       | Alliance 90 / Les Verts Bündnis 90/Die Grünen                                      | Antje Hermenau                         | 5,1 % des voix 6 députés   |

### Sondages
| Institut        | Date       | CDU  | SPD  | Grünen | FDP    | Linke | NPD   |
| --------------- | ---------- | ---- | ---- | ------ | ------ | ----- | ----- |
| Institut        | Date       |      |      |        |        |       |       |
| IfM Leipzig     | 05/05/2009 | 41 % | 14 % | 6 %    | 10 %   | 20 %  | 5 %   |
| FgW             | 21/08/2009 | 42 % | 11 % | 6 %    | 11 %   | 20 %  | 6 %   |
| Infratest dimap | 20/08/2009 | 38 % | 13 % | 6 %    | 11,5 % | 21 %  | 4,5 % |
| Infratest dimap | 12/08/2009 | 39 % | 15 % | 6 %    | 12 %   | 19 %  | 5 %   |
| IfM Leipzig     | 16/07/2009 | 42 % | 14 % | 7 %    | 11 %   | 17 %  | 5 %   |
| Infratest dimap | 25/06/2009 | 40 % | 13 % | 6 %    | 12 %   | 20 %  | 5 %   |
| Infratest dimap | 14/05/2009 | 40 % | 15 % | 7 %    | 10 %   | 19 %  | 5 %   |
| dimap           | 05/05/2009 | 42 % | 13 % | 6 %    | 11 %   | 18 %  | 5 %   |
| IfM Leipzig     | 21/04/2009 | 43 % | 18 % | 6 %    | 9 %    | 17 %  | 4 %   |
| IfM Leipzig     | 24/03/2009 | 42 % | 18 % | 6 %    | 9 %    | 17 %  | 5 %   |
| aproxima        | 24/03/2009 | 49 % | 15 % | 5 %    | 5 %    | 21 %  | 4 %   |

## Résultats

### Voix et sièges
|                                   | Union chrétienne-démocrate d'Allemagne (CDU) | Union chrétienne-démocrate d'Allemagne (CDU) | 696 539   | 38,99 | 58        | 3             | 722 983   | 40,22 | 0  | 58  | 3             |  |  |  |
|                                   | Die Linke (Linke)                            | Die Linke (Linke)                            | 398 899   | 22,33 | 2         | 2             | 370 359   | 20,61 | 27 | 29  | 2             |  |  |  |
|                                   | Parti social-démocrate d'Allemagne (SPD)     | Parti social-démocrate d'Allemagne (SPD)     | 206 646   | 11,57 | 0         | 1             | 187 261   | 10,42 | 14 | 14  | 1             |  |  |  |
|                                   | Parti libéral-démocrate (FDP)                | Parti libéral-démocrate (FDP)                | 218 926   | 12,25 | 0         | en stagnation | 178 867   | 9,95  | 14 | 14  | 7             |  |  |  |
|                                   | Alliance 90 / Les Verts (Grünen)             | Alliance 90 / Les Verts (Grünen)             | 137 623   | 7,70  | 0         | en stagnation | 114 963   | 6,40  | 9  | 9   | 3             |  |  |  |
|                                   | Parti national-démocrate d'Allemagne (NPD)   | Parti national-démocrate d'Allemagne (NPD)   | 100 105   | 5,60  | 0         | en stagnation | 100 834   | 5,61  | 8  | 8   | 4             |  |  |  |
|                                   | Parti de protection des animaux (Tiersch.)   | Parti de protection des animaux (Tiersch.)   | 0         | 0,00  | 0         | en stagnation | 36 932    | 2,05  | 0  | 0   | en stagnation |  |  |  |
|                                   | Parti des pirates (PIRATEN)                  | Parti des pirates (PIRATEN)                  | 0         | 0,00  | 0         | Nv.           | 34 651    | 1,93  | 0  | 0   | Nv.           |  |  |  |
|                                   | Autres                                       | Autres                                       | 27 932    | 1,56  | 0         | en stagnation | 50 499    | 2,81  | 0  | 0   | en stagnation |  |  |  |
|                                   |                                              |                                              |           |       |           |               |           |       |    |     |               |  |  |  |
| Votes valides                     | Votes valides                                | Votes valides                                | 1 786 670 | 97,59 |           |               | 1 797 349 | 98,17 |    |     |               |  |  |  |
| Votes blancs et nuls              | Votes blancs et nuls                         | Votes blancs et nuls                         | 44 149    | 2,41  | 33 470    | 1,83          |           |       |    |     |               |  |  |  |
| Total                             | Total                                        | Total                                        | 1 830 819 | 100   | 60        | en stagnation | 1 830 819 | 100   | 72 | 132 | 8             |  |  |  |
| Abstentions                       | Abstentions                                  | Abstentions                                  | 1 679 517 | 47,84 |           |               | 1 679 517 | 47,84 |    |     |               |  |  |  |
| Nombre d'inscrits / participation | Nombre d'inscrits / participation            | Nombre d'inscrits / participation            | 3 510 336 | 52,16 | 3 510 336 | 52,16         |           |       |    |     |               |  |  |  |

### Analyse
Fief de la CDU, qui conquiert trois nouveaux sièges, la Saxe opère un léger virage au centre droit à l'issue de ce scrutin. Le FDP gagne en effet quatre points et double sa présence parlementaire. Cette progression permet d'envisager la formation d'une « coalition noire-jaune » au détriment de la « grande coalition », plus cohérente à l'approche imminente des élections fédérales.
L'extrême droite elle régresse au point de manquer de se faire bouter hors du Landtag. En perdant plus d'un tiers de ses suffrages, le NPD voit son audience décroître dangereusement dans ce Land à problèmes à priori vulnérable à la rhétorique populiste. C'est néanmoins la première fois que ses représentants sont reconduits lors de ce type d'élection.
À gauche, le SPD progresse peu et reste un acteur parlementaire de second rang tandis que la Linke, qui reste le deuxième parti du Land, voit ses résultats s'éroder. Ce recul profite principalement aux Grünen, dont le groupe parlementaire augmente de 50 %.

### Conséquences
Le ministre-président Stanislaw Tillich est investi pour un second mandat de cinq ans le 30 septembre, après avoir formé une « coalition noire-jaune » qui constitue la première participation du FDP au gouvernement du Land depuis la réunification de 1990.